# Peter Jones (missionnaire)
Pour les articles homonymes, voir Peter Jones et Jones.
Peter Jones (1er janvier 1802 – 29 juin 1856) est un pasteur méthodiste Ojibwé, interprète et écrivain de Burlington Heights, Haut Canada. Son nom Ojibwé est Kahkewāquonāby (Gakiiwegwanebi en langue Fiero), ce qui signifie « Plumes agitées ». En Mohawk, son nom était Desagondensta, que l'on peut traduire par « il garde le peuple debout ». Dans sa jeunesse, il est à la tête d'une bande du Mississaugas qui sement la zizanie sur le territoire. En tant que prêcheur et chef, il joue un rôle politique, permettant de faire vivre son peuple en cohabitation avec les Européens.

## Biographie

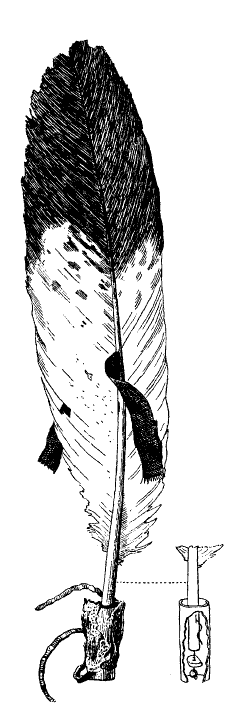
Plume offerte à Kahkewāquonāby par son grand-père lors de son baptême.

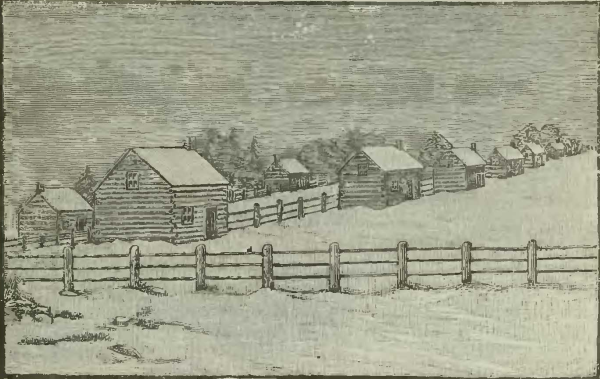
la "Credit Mission", en 1827. Extrait de "The Story of My Life" Egerton Ryerson.

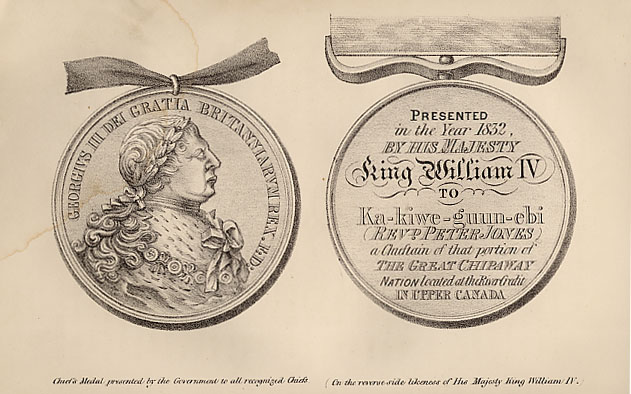
Médaille obtenue par Peter Jones du Roi Guillaume IV, médaille transmise aux chefs indiens.

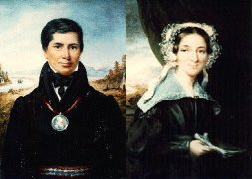
Portraits de Peter Jones et Eliza Field, réalisés en 1832 par Matilda Jones. J.

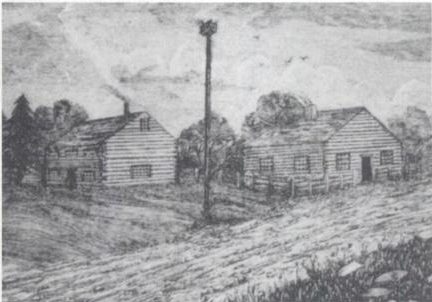
Maison de Jones, au Credit Mission, Eliza Field Jones.

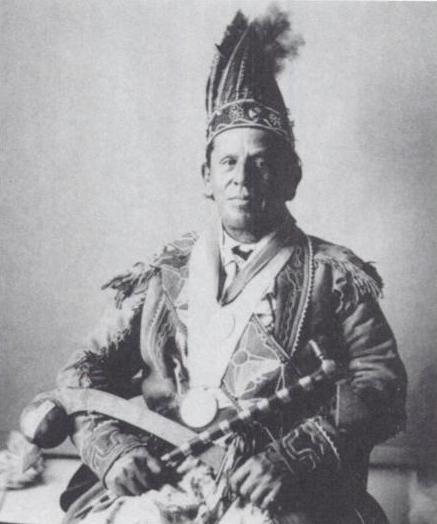
En 1898 Smithsonian Institution, photo de Peter Edmund Jones, il pose avec un tomahawk reçu par son père de Sir Auguste D'Este.

Jones est élevé jusqu'à l'âge de 14 ans par sa mère Tuhbenahneequay dans une culture traditionnelle des Ojibwés du Mississauga. À la suite de quoi, il va vivre chez son père Augustus Jones, d'origine galloise et loyaliste. Là il apprend le métier de fermier et  la culture des colons du Haut-Canada. C'est durant cette période qu'il se convertit au méthodisme à l'âge de 21 ans.
Les leaders méthodistes du pays, fort de la reconnaissance de ses capacités, le recrutent en tant que prêcheur, en particulier pour faire le lien entre les colons et les populations autochtones. Bilingue et biculturel, il diffuse la religion Méthodiste au Mississaugas et chez les Iroquois du Haut Canada et traduit des chants et des textes bibliques en langue Ojibwe et Mohawk. En tant que prêcheur, il rencontre un grand succès et attire les foules.
Jones est également politicien. En 1825, il écrit au Département Indien, première lettre transmise par un Indien. Cela le conduit à entrer en contact avec le Super intendant du Département Indien James Givins et avec l'influent pasteur John Strachan, avec qui il crée et gère la Credit Mission. Il vit dans cette mission et en devient le dirigeant, dans l'objectif de convertir les Mississaugas à une culture chrétienne et agricole. En tant que chef de mission depuis 1829, il est le porte-parole de la population locale envers le gouvernement colonial et son administration. Durant ses voyages en Grande-Bretagne, il rencontre le roi Guillaume IV et la reine Victoria, pour plaider la cause du Haut Canada. Il finit par se retirer de la vie publique et s'installe près de Brantford, dans l'ouest canadien, où il décède à l'été 1856.